# 野中小百合
野中 小百合（のなか さゆり、1959年3月27日 - ）は福岡県八幡市（現・北九州市）出身の元アイドル歌手。
本名、野中 泰子。別芸名は糸川 蛍子（いとかわ けいこ）。
かつて渡辺プロダクションに所属していた。

## 来歴・人物
子供の頃から歌うことが好きで、大きな声で演歌を歌うことが良くあった。
近所の仲のいい女の子に誘われて、地元テレビ局のテレビ西日本が運営する「TNC児童合唱団」に入団。しかし、その誘ってくれた女の子が辞めた後、間も無くして入団から1年と少しで退団。
その後中学に入学してからも歌うこと好きは変わらず、近所のおばさんに付いて行って民謡を習い始める。その後友人から教えられた、博多にある渡辺プロダクション経営の「東京音楽学院」博多校に1973年の中学3年生の時から通い始める。同学院に通い始めて間も無くして、学院の先生から『スター・オン・ステージ あなたならOK!』（NETテレビ）への出場を勧められ、九州予選を通過して東京での決戦大会に出場、3週目まで勝ち抜く。
高校は地元の成美高等学校（現・星琳高等学校）商業科入学、高校入学後も東京音楽学院に通う。高校1年の冬に、渡辺プロダクションのオーディションに博多校を代表して出場し、合格。同プロ所属が決まり1975年3月に上京、文化女子大学附属杉並高等学校（現・文化学園大学杉並高等学校）に転校。
1975年「恋の誕生日」でデビュー。1976年、TBSテレビ『笑って!笑って!!60分』内で放送されたショートドラマ「新・哀愁学園」の劇中歌として、「ふたりの竹とんぼ」が採用される。
1980年、レコード会社移籍により芸名を糸川 蛍子と改めるが、1981年ごろ引退している。
身長158cm（1975年当時）。趣味は読書。好きな作家は安部公房（作品はほとんどの作品を読破したほど好きと話していたことがある）、立原正秋。好きな漫画家は萩尾望都。またイラストを描くことも趣味（以上いずれも1975年〜1976年当時公表していたプロフィールによる）

## ディスコグラフィー

### シングル
| 発売日          | レーベル            | 面 | タイトル               | 作詞         | 作曲     | 編曲         |
| --------------- | ------------------- | -- | ---------------------- | ------------ | -------- | ------------ |
| 1975年 11月25日 | ワーナー パイオニア | A  | 恋の誕生日             | 千家和也     | 浜圭介   | 馬飼野俊一   |
| 1975年 11月25日 | ワーナー パイオニア | B  | 送られて遠まわり       | 千家和也     | 浜圭介   | 馬飼野俊一   |
| 1976年 4月      | ワーナー パイオニア | A  | ふたりの竹とんぼ       | 麻生香太郎   | 平尾昌晃 | 森岡賢一郎   |
| 1976年 4月      | ワーナー パイオニア | B  | めがね橋               | 麻生香太郎   | 浜圭介   | 森岡賢一郎   |
| 1976年 8月25日  | ワーナー パイオニア | A  | 夏の日記               | 林春生       | 小林亜星 | あかのたちお |
| 1976年 8月25日  | ワーナー パイオニア | B  | 浮雲                   | 林春生       | 小林亜星 | あかのたちお |
| 1977年 8月10日  | ワーナー パイオニア | A  | 火遊び志願             | なかにし礼   | 丹羽応樹 | 竜崎孝路     |
| 1977年 8月10日  | ワーナー パイオニア | B  | 落葉の季節             | なかにし礼   | 井上忠夫 | 竜崎孝路     |
| 1978年 5月25日  | ワーナー パイオニア | A  | 娘たちの季節           | わたなべ研一 | 浜圭介   | 竜崎孝路     |
| 1978年 5月25日  | ワーナー パイオニア | B  | 星航路                 | 藤公之介     | 浜圭介   | 竜崎孝路     |
| - 糸川螢子 名義 |                     |    |                        |              |          |              |
| 1980年 6月21日  | キング レコード     | A  | ほたる音頭             | 杉紀彦       | 猪俣公章 | 高田弘       |
| 1980年 6月21日  | キング レコード     | B  | しあわせ螢がとんでいく | 杉紀彦       | 猪俣公章 | 高田弘       |
| 1980年 8月      | キング レコード     | A  | パパさよならごめんね   | 加藤日出男   | 山崎泉   | 森岡賢一郎   |
| 1980年 8月      | キング レコード     | B  | 9月のある日、友だち    | 加藤日出男   | 山崎泉   | 山崎泉       |
| 1980年 12月21日 | キング レコード     | A  | 夕焼け父さん           | 杉紀彦       | 猪俣公章 | 高田弘       |
| 1980年 12月21日 | キング レコード     | B  | ツンツン小唄           | 杉紀彦       | 猪俣公章 | 高田弘       |
| 1981年 3月21日  | キング レコード     | A  | おとこの旅路 ※         | 杉紀彦       | 曽根幸明 | 高田弘       |
| 1981年 3月21日  | キング レコード     | B  | むすめ小原節           | 杉紀彦       | 曽根幸明 | 高田弘       |

※1981年3月21日の発売のシングルでは、糸川螢子（野中小百合）の歌唱はB面の『むすめ小原節』のみ。A面『おとこの旅路』の歌唱は横内正。

## 出演

### テレビ
- 笑って!笑って!!60分（TBS）
- オールスター親子で勝負!（日本テレビ） - 司会
- クイズ・ドレミファドン!（フジテレビ） - 五十嵐夕紀の一時降板に伴い、3代目女性司会となる。
- 民謡をあなたに（NHK総合）- 糸川蛍子に改名後のレギュラー出演[6]

### ラジオ
- いすゞ歌うヘッドライト〜コックピットのあなたへ〜（TBSラジオ）

### CM
- ハウス食品[5]
他